# Paolo Minganti
Paolo Minganti (Roma, 7 luglio 1925 – Roma, 12 dicembre 1978) è stato un orientalista, arabista e islamista italiano, professore ordinario di Lingua e Letteratura Araba nell'Università di Roma.

## Biografia
Figlio di Agostino e di Ermelinda Baldi, studiò a Napoli con Laura Veccia Vaglieri, presso l'allora Istituto Universitario Orientale, in “Lingue, letterature e istituzioni orientali”, laureandosi nel novembre del 1952 con una tesi su un inedito manoscritto di matematica araba del XIII secolo, uscito dall'ambiente di studiosi gravitante intorno ai Banū Mūsā.
Nel 1953, per volontà di Maria Nallino (che ne completò la preparazione arabistica), entra a far parte della rivista romana Oriente Moderno e tra il 1953 e il 1958 vi tiene anche corsi di lingua araba. Nel 1954 soggiorna per 8 mesi al Cairo, approfondendo la conoscenza della lingua e interessandosi alla storia contemporanea di quel Paese.
Nel 1955 è nominato lettore incaricato supplente di “Lingua e Letteratura Araba” della Facoltà di Lettere dell'Università degli studi di Roma, in cui era titolare Francesco Gabrieli, e l'anno successivo diventa assistente incaricato. Nel 1959 diventa Lettore ordinario di "Lingua araba" nella Facoltà di Lettere e Filosofia dell'Università degli studi di Roma e nel 1964 consegue la libera docenza di “Storia e cultura del Vicino e Medio Oriente dall'avvento dell'Islam all'età moderna” nella Facoltà di Lettere dell'Università degli studi di Roma, tenendovi corsi dal 1964-65 al 1968-69.
Nel 1962 diventa redattore-capo della rivista Oriente Moderno, che dirigerà a partire dal 1965. Nel 1964, intanto, partecipa in veste di membro ufficiale ai lavori della Missione archeologica dell'Università di Roma che opera a Tell Mardikh e che porterà alla scoperta dell'antica città-Stato di Ebla.
Il 1º novembre 1965 diventa professore incaricato di "Lingua Araba" e di "Storia e Istituzioni musulmane" nella Facoltà di Giurisprudenza dell'Università di Cagliari. Il 1º novembre 1966 è professore incaricato di “Lingua e Letteratura araba” presso la Facoltà di Lettere e Filosofia dell'Università di Torino. Il 9 ottobre 1967 consegue la Libera Docenza in “Lingua e Letteratura araba”, tenendo corsi di “Lingua Araba” dal 1967-68 al 1969-70 nell'Università di Roma.
Il 1º novembre 1968 è professore incaricato di “Diritto musulmano” presso la Scuola di perfezionamento in Diritto Romano e Diritti dell'Oriente Mediterraneo della Facoltà di Giurisprudenza dell'Università di Roma.
Nel 1972 vinto il concorso a cattedra, si trasferisce all'Università di Cagliari come professore straordinario di “Storia e Istituzioni musulmane” nella Facoltà di Scienze Politiche, diventando anche preside. Si trasferisce a Roma nel 1974, subentrando a Francesco Gabrieli nella cattedra di “Lingua e Letteratura Araba" della Facoltà di Lettere e Filosofia. Ottiene l'ordinariato l'anno successivo. Dal 1974 diventa Direttore Scientifico dell'Istituto per l'Oriente. 
Muore 12 dicembre 1978 per infarto del miocardio nei pressi del Ministero della Pubblica Istruzione, dove s'era recato per doveri d'ufficio.

## Opere
Fra i suoi 91 scritti e le decine di voci dell'Enciclopedia Italiana della Treccani, dell'Encyclopédie de l'Islam/Encyclopædia of Islam, de Il Milione dell'Istituto Geografico De Agostini di Novara, del Dizionario della Letteratura Mondiale del 900, elencati nella "Bibliografia degli scritti di Paolo Minganti", curata da Alberto Ventura, su: Annali della Facoltà di Scienze Politiche dell'Università di Cagliari (Scritti in memoria di Paolo Minganti, a cura del Prof. Claudio Lo Jacono), vol. 9, A.A. 1982-83, Cagliari, Editar, 1983, 684 pp. + Indice), vanno comunque ricordati:
1. L'Egitto moderno, Firenze, Sansoni, 1959, 248 pp.
2. "Il poeta meccano ʿAbd Allāh Ibn az-Zibaʿrà as-Sahmī, Notizie biografiche e raccolta di documenti", in: Rivista degli Studi Orientali, XXXVIII (1963), pp. 323–359.
3. Badr Shaker as-Sayyab, Poesie, Roma, Istituto per l'Oriente, 1968 (traduzione)
4. Storia della letteratura araba (in coll. con G. Vassallo Ventrone), vol. I, Milano, 1971
5. I movimenti politici arabi, Roma, Ubaldini, 1971, 117 pp.
6. Cura dell'opera di Ibn Ẓafer, Sulwān al-Muṭāʿ ossiano Conforti politici, versione italiana tradotta originariamente da M. Amari, Palermo, 1973, 248 pp.
7. Appunti di metrica araba, Roma, Istituto per l'Oriente, 1979, 24 pp. (postumo)
8. Vicino Oriente (Popoli nel Mondo), Novara, Istituto Geografico de' Agostini, 1979 (postumo)